# Nadine Decobert
Nadine Decobert est une enseignante, écrivaine, poète, née à Audruicq (France) le 24 février 1948.
Elle est décédée à Montréal le 24 mars 2008.
Après plusieurs publications dans la revue Mœbius (Éditions Triptyque), elle publie en 1998 Lettre à Franca (Journal d'une enseignante) (Éditions Humanitas, postface d'Emile Ollivier).
En 2005, elle publie le récit Corentin le Voyageur (Éditions 42e Parallèle).

## Œuvres
- Nadine Decobert, Lettre à Franca : journal d'une enseignante, Brossard, Québec, Humanitas, 1998 (ISBN 2-89396-178-9).
- Nadine Decobert, Corentin le voyageur : récit, Montréal, 42e Parallèle, 2005 (ISBN 2-923125-06-1).